# Гойя (премия, 1987)
I церемония вручения премии «Гойя» (исп. I edición de los Premios Goya) — вручение ежегодной премии состоялась 17 марта 1987 года в мадридском Театре Лопе де Вега. Были вручены награды в 15 номинациях. Ведущий — Фернандо Рей.

## Номинации

### Главные премии
| Лучший фильм | Лучший режиссёр |
| --- | --- |
| - Путешествие в никуда / El viaje a ninguna parte - Полнеба / La mitad del cielo - 27 часов / 27 horas                                                                                               | - Фернандо Фернан Гомес — Путешествие в никуда / El viaje a ninguna parte - Эмилио Мартинес Ласаро — Лулу ночью / Lulú de noche - Пилар Миро — Вертер / Werther                                   |
| Лучший актёр | Лучшая актриса |
| - Фернандо Фернан Гомес — Мальбрук в поход собрался / Mambrú se fue a la guerra - Хуан Диего Руис Морено — Стремительный дракон / Dragon Rapide - Хорхе Санс — Год пробуждения / El año de las luces | - Ампаро Ривельес — Нужно разрушить дом / Hay que deshacer la casa - Виктория Абриль — Время тишины / Tiempo de silencio - Анхела Молина — Полнеба / La mitad del cielo                           |
| Лучший актёр второго плана | Лучшая актриса второго плана |
| - Мигель Рельян — Моя дорогая няня / Tata mía - Антонио Бандерас — Матадор / Matador - Агустин Гонсалес — Мальбрук в поход собрался / Mambrú se fue a la guerra                                      | - Вероника Форке — Год пробуждения / El año de las luces - Чус Лампреаве — Год пробуждения / El año de las luces - Мария Луиса Понте — Незаконнорождённый брат Бога / El hermano bastardo de Dios |
| Лучший оригинальный сценарий | Лучший иностранный фильм на испанском языке |
| - Путешествие в никуда / El viaje a ninguna parte — Фернандо Фернан Гомес - Мальбрук в поход собрался / Mambrú se fue a la guerra — Педро Бельтран - Моя дорогая няня / Tata mía — Хосе Луис Борау   | - Король и его кино / La película del rey • Аргентина - Маленькая месть / Pequeña revancha • Венесуэла - Время умирать / Tiempo de morir • Колумбия                                               |

### Другие номинации
| Лучшая операторская работа | Лучший монтаж |
| --- | --- |
| - Колдовская любовь / El Amor brujo — Тео Эскамилья - Полнеба / La mitad del cielo — Хосе Луис Алькайне - Вертер / Werther — Ханс Бурман                                                                                  | - Бантер / Banter — Эдуардо Биуррун - Путешествие в никуда / El viaje a ninguna parte — Пабло Гонсалес дель Амо - Вертер / Werther — Хосе Луис Матесанс                                    |
| Лучший звук | Лучшая музыка |
| - Вертер / Werther — Бернардо Менс и Энрике Молинеро - Незаконнорождённый брат Бога / El hermano bastardo de Dios — Альфонсо Пино и Карлос Фаруоло - Августовская луна / Luna de agosto — Альфонсо Пино и Хосе Мария Блок | - Полнеба / La mitad del cielo — Milladoiro - Стремительный дракон / Dragon Rapide — Шавье Монтсальватже - Решающий голос сеньора Кайо / El disputado voto del señor Cayo — Эмилио Арриета |
| Лучшая работа художника | Лучшие костюмы |
| - Стремительный дракон / Dragon Rapide — Фелиш Мурсиа - Чёрный флаг / Bandera negra — Рамиро Гомес - Последний романс / Romanza final — Вольфганг Бурман                                                                  | - Колдовская любовь / El Amor brujo — Вера Херардо - Стремительный дракон / Dragon Rapide — Элиса Руис и Хавьер Артиньяно - Полнеба / La mitad del cielo — Вера Херардо                    |
| Лучший грим | |
| - Стремительный дракон / Dragon Rapide — Фернандо Флоридо - Путешествие в никуда / El viaje a ninguna parte — Хосе Антонио Санчес                                                                                         | |

## Премия «Гойя» за заслуги
- Хосе Агуадо